# Idioma ligur
El idioma ligur o genovés (lengua ligure o zeneize)  es una lengua romance que consiste en una continuidad de dialectos hablados en Liguria y en el sur de Piamonte, en la Italia noroccidental,  así como en zonas específicas de Cerdeña y Córcega, en la costa suroriental de Francia (en el distrito de Niza, por ejemplo con los dialectos nizardo, mentonasco y brigasco), en el Principado de Mónaco (monegasco) y en comunidades ligures presentes en varios países de América (sobre todo en Buenos Aires y Montevideo) y Australia. La continuidad dialectal ligur forma parte del grupo de lenguas del norte de Italia conocidas como galoitálicas.
El dialecto genovés es el más destacado, que se habla en Génova. El monegasco es la variante hablada en Mónaco.
Es hablado por unas 508 300 personas en Liguria y unas 8 200 personas en Mónaco.[cita requerida]
El ligur no debe confundirse con el antiguo ligur, ya extinto.

## Dialectos
Los dialectos más importantes del ligur son:
- Bonifacino (en Bonifacio, Córcega)
- Brigasco (en La Brigue, distrito de Niza y Briga Alta, Piamonte)
- Genovés (en la provincia de Génova, Liguria)
- Intelelio (en la provincia de Imperia, Liguria)
- Monegasco (en Mónaco)
- Novéize u Oltregiogo (en Val Borbera y Novi Ligure, Piamonte)
- Royasco (en el valle del Alto Roya, entre Italia y Francia)
- Spezzino (en la provincia de La Spezia, Liguria)
- Tabarchino (en Calasetta y Carloforte, Cerdeña)
- Tendasco (en Tende, distrito de Niza)

## Fonología

### Consonantes
|             | Labial | Dental/ Alveolar | Post- alveolar | Palatal | Velar |
| ----------- | ------ | ---------------- | -------------- | ------- | ----- |
| Oclusiva    | p      | t                |                | k       |       |
| Oclusiva    | b      | d                |                |         | ɡ     |
| Africada    |        | t͡ʃ               |                |         |       |
| Africada    | d͡ʒ     |                  |                |         |       |
| Fricativa   | f      | s                | ʃ              |         |       |
| Fricativa   | v      | z                | ʒ              |         |       |
| Nasal       | m      | n                |                | ɲ       | ŋ     |
| Lateral     |        | r                |                |         |       |
| Aproximante |        | l                |                | j       | w     |

Las semivocales aparecen como alófonos de /i/ y /u/, así como en diptongos. /u/ se realiza como una semivocal [w] después de una consonante, o antes de una vocal (es decir, poeivan [pwejvaŋ]), así como después de /k/, cuando la secuencia se escribe ⟨qu⟩.

### Vocales
|         | Anterior | Anterior | Central | Posterior |
| ------- | -------- | -------- | ------- | --------- |
| Cerrada | i iː     | y yː     |         | u uː      |
| Media   | e eː     | ø øː     |         |           |
| Media   | ɛ ɛː     | ɛ ɛː     |         | ɔ ɔː      |
| Abierta |          |          | a aː    |           |

Los sonidos diptongos incluyen ⟨ei⟩ [ej] y ⟨òu⟩ [ɔw].

## Alfabeto
El alfabeto ligur, derivado del latino, tiene:
- 7 vocales: a, e, i, ò (AFI: [ɔ]), o [u], u [y], æ [ɛ], además del grupo eu [ø].
- 18 consonantes: b, c, ç, d, f, g, h, l, m, n, ñ, p, q, r, s, t, v, x, z.

Utiliza la diéresis (¨), el circunflejo (^), los acentos agudo (´) y grave (`) en la mayoría de las vocales cuando se siguen las pautas de la pronunciación completa en la ortografía oficial. También utiliza la c-cedilla (ç) como el francés, el occitano, el catalán, el castellano antiguo, el aragonés con la grafía SLA, o el portugués.

## Estatus
El gobierno italiano no considera el ligur una lengua, sino un dialecto. Por lo tanto, no está protegido por la ley. Históricamente, el genovés (el dialecto hablado en la provincia de Génova) es la koiné escrita, debido a su papel semioficial como lengua de la República de Génova, su importancia tradicional en el comercio y su vasta literatura.
Al igual que otras lenguas regionales de Italia, el uso del ligur y sus dialectos está en rápido declive. iSTAT (el Servicio Central de Estadística de Italia) afirma que en 2012, solo el 9% de la población usaba un idioma distinto del italiano estándar con amigos y familiares, lo que disminuye al 1,8% con desconocidos. Además, según ISTAT, las lenguas regionales son habladas con mayor frecuencia por personas sin educación y ancianos, sobre todo en zonas rurales. Liguria no es una excepción. Se puede suponer razonablemente que la pirámide de edad está fuertemente sesgada hacia los ancianos que nacieron antes de la Segunda Guerra Mundial, con un dominio que se acerca rápidamente a cero para las generaciones más nuevas. En comparación con otras lenguas regionales de Italia, el ligur ha experimentado un declive significativamente menor, lo que podría haber sido una consecuencia de su estatus o del declive temprano que experimentó en el pasado. La lengua en sí es preservada activamente por varios grupos.